# Туалет Гундертвассера

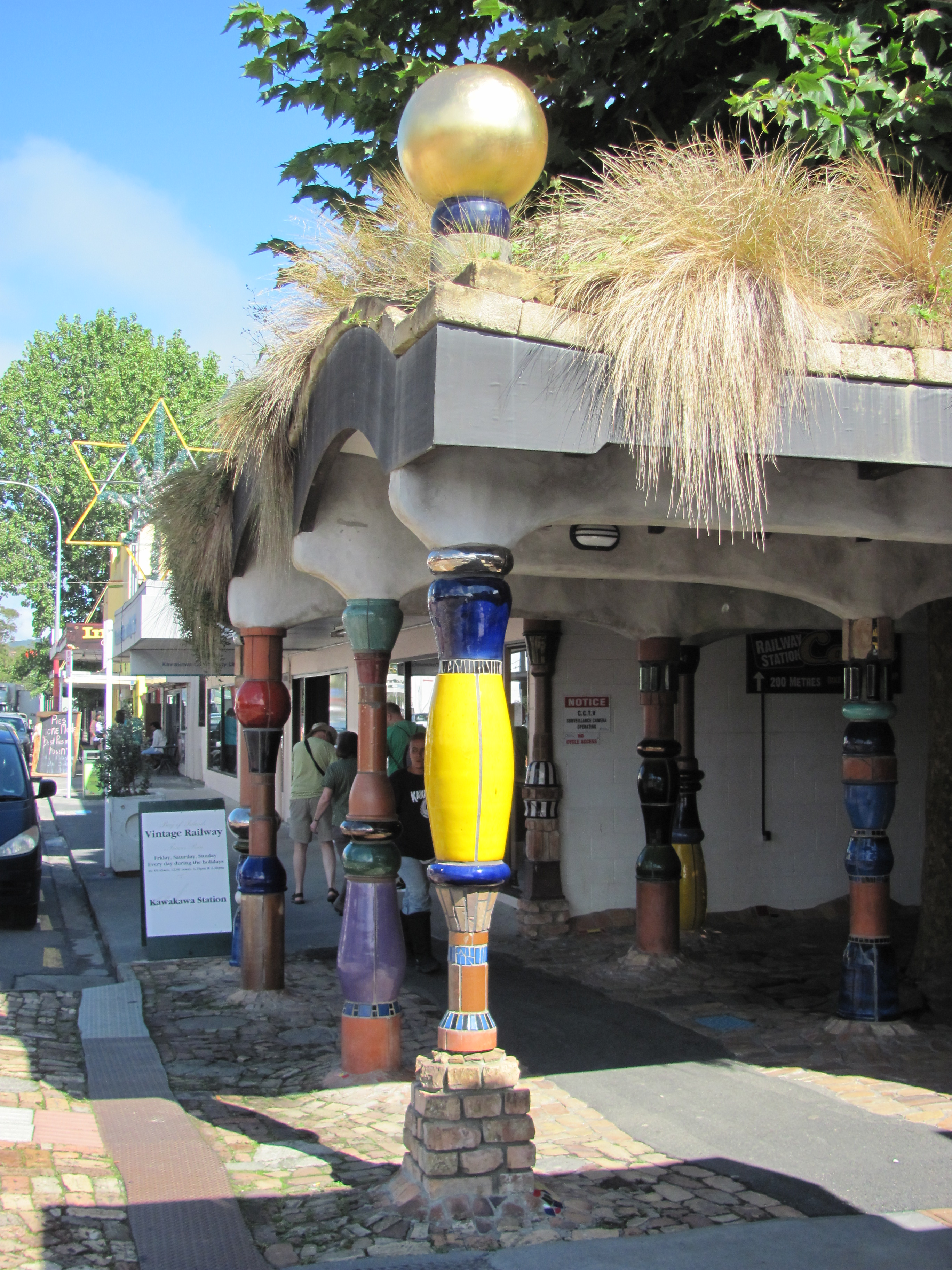
Вхід до туалету Гундертвассера

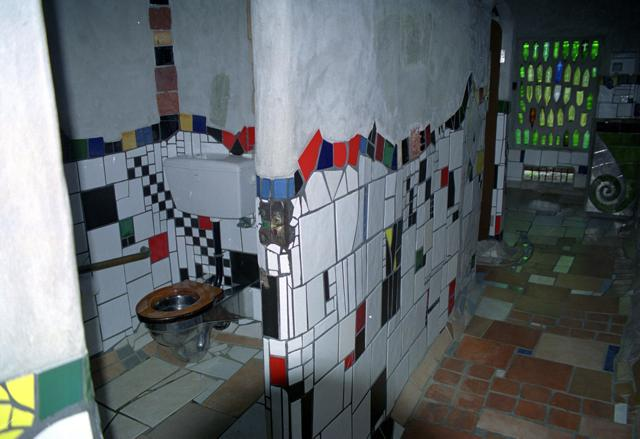
Чоловічій туалет

35°22′48″ пд. ш. 174°04′01″ сх. д. / 35.38006° пд. ш. 174.066999° сх. д.
Туале́т Гундертва́ссера — громадський туалет при головній вулиці містечка Кавакава (Kawakawa) за адресою Gilles Street 60 на новозеландському Північному острові.
Туалет має дизайн від відомого австрійського митця Фріденсрайха Гундертвассера, що жив у Кавасаві з 1973 до своєї смерті в 2000, у типовому для нього стилі з дугастими, вигнутими лініями, нерівномірними керамічними плитками, інтегрованими маленькими скульптурами, кольоровим склом і вбудованим в архітектуру деревом. Нужник був відкритий 1999 року та функціонально не відрізняється від інших відхожих місць: один бік служить потребам жінок, другий — чоловіків.
Туалет є головним атракціоном Кавасави й найбільш фотографованим туалетом Нової Зеландії. Число відвідувачів, що знімають його, набагато перевищує кількість тих, що ним користаються.